# John Esmonde (homme politique)
Pour les articles homonymes, voir John Esmonde.
John Joseph Esmonde, né le 27 janvier 1862 et mort à Drominagh le 17 avril 1915,, est un médecin et homme politique britannique (irlandais).

## Biographie
Il est issu d'une famille catholique et active en politique. Son cousin Thomas Esmonde siège à la Chambre des communes du Royaume-Uni comme député de Wexford-nord, pour le Parti parlementaire irlandais (PPI). Diplômé du Royal College of Surgeons in Ireland en 1884, John Esmonde s'installe en Angleterre pour pratiquer la médecine - dans le Cheshire, puis à Walthamstow. Il s'établit ensuite dans la paroisse civile de Thurgoland, dans le Yorkshire du Sud, en qualité de chargé des questions de santé pour le conseil du district rural de la ville de Penistone.
En 1909 il se retire de la pratique de la médecine et retourne en Irlande, pour gérer le domaine foncier de sa famille à Drominagh, dans le comté de Tipperary, après la mort de sa mère. Aux élections législatives britanniques de décembre 1910, il est l'unique candidat dans la circonscription de Tipperary-nord, l'un des bastions du nationalisme irlandais. Il est ainsi déclaré élu député à la Chambre des communes à Londres, sous les couleurs du PPI. Il y prononce sa première allocution durant les débats autour du projet de loi de restriction des pouvoirs de la Chambre des lords, projet qu'il soutient et qui deviendra la loi appelée Parliament Act en 1911. Il devient un député « populaire et respecté », au comportement amiable et cordial. Proche du Parti libéral au pouvoir, au gouvernement duquel le PPI apporte un soutien sans participation, il agit comme « médiateur » entre le chancelier de l'Échiquier David Lloyd George et le corps professionnel des médecins quant aux « détails de la loi de Sécurité sociale de 1911 ».
Sur la question du statut politique de l'Irlande, il milite pour le Home Rule, comme les autres députés du PPI. Il argue auprès de ses amis libéraux pour que l'Irlande obtienne un statut proche de celui de Dominion, correspondant à cette date à une quasi-indépendance sur le plan de la politique intérieure tout en demeurant membre de l'Empire britannique. C'est le statut qu'ont alors le Canada, l'Australie, la Nouvelle-Zélande et l'Afrique du Sud. Il explique que les Irlandais « ne veulent pas être séparés de l'Angleterre ; ils sont fiers de faire partie d'un si glorieux Empire », mais qu'ils veulent se gouverner eux-mêmes.
Une loi accordant l'autonomie politique à l'Irlande est adoptée par le Parlement en 1914, mais son entrée en vigueur est retardée lorsque éclate la Première Guerre mondiale. John Esmonde encourage les hommes du comté de Tipperary à s'engager dans l'Armée britannique. Deux de ses fils partent pour le front. Lui-même, en tant que médecin, s'engage dans le Royal Army Medical Corps (le corps médical de l'Armée) en janvier 1915, et y est fait capitaine. Il est stationné auprès de régiment de Tipperary des Volontaires nationaux (en), ensemble de nationalistes irlandais engagés volontairement en soutien aux forces armées britanniques. Il meurt de la pneumonie à son domicile à Drominagh en avril 1915, à l'âge de 53 ans, à l'issue d'une courte maladie aggravée par l'état d'épuisement résultant de son travail de médecin militaire. Inhumé dans la caveau familial dans le cimetière adjoint à l'église catholique dans le village de Terryglass, il est l'un des quarante-trois parlementaires britanniques morts durant la Guerre et commémorés par un mémorial à Westminster Hall, dans l'enceinte du palais de Westminster où siège le Parlement du Royaume-Uni. 

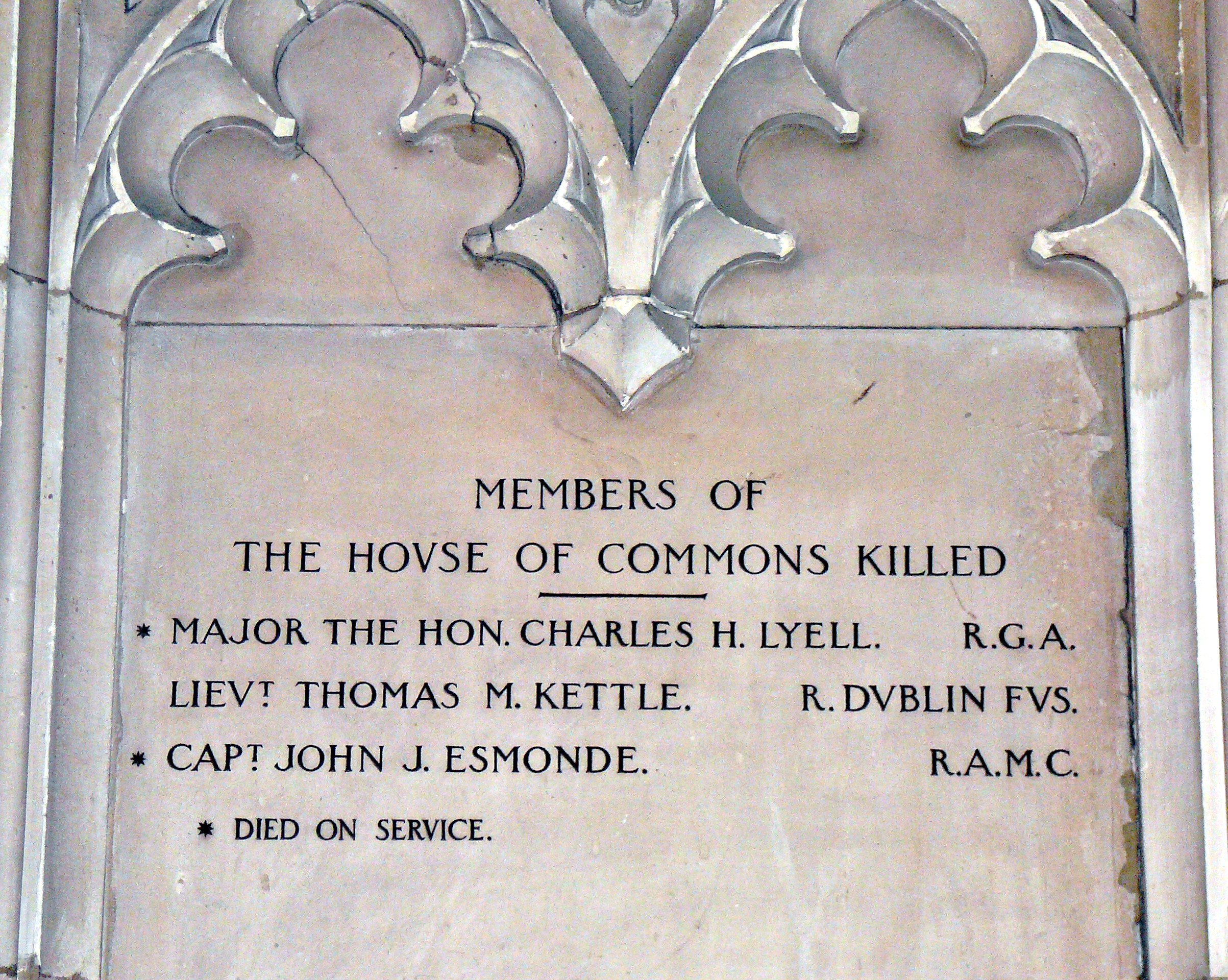
Commémoration des députés Charles Lyell, Tom Kettle et John Esmonde, tous trois morts à la Première Guerre mondiale, dans l'enceinte du Parlement du Royaume-Uni.

Sa mort entraîne une élection partielle dans la circonscription de Tipperary-nord. Elle est remportée par son fils aîné John, qui à l'âge de 21 ans devient le plus jeune membre siégeant alors à la Chambre des communes - le « Bébé de la Chambre ». Comme son père, John est un engagé volontaire au front, au sein du Leinster Regiment puis en tant que capitaine au sein des Fusiliers royaux de Dublin. L'un des autres fils de John Joseph Esmonde, Geoffrey, engagé dans le régiment des Royal Northumberland Fusiliers, est tué sur le front de l'Ouest en octobre 1916, à l'âge de 19 ans. Un troisième fils, Eugene, est un pilote de la Fleet Air Arm britannique durant la Seconde Guerre mondiale ; tué au combat en février 1942, il est décoré à titre posthume de la Croix de Victoria, la distinction militaire suprême des forces armées britanniques. Un autre fils, Anthony, sera membre du Dáil Éireann (le Parlement irlandais) de 1951 à 1973 puis brièvement député au Parlement européen,.